# Jacira Mendonça
Jacira Francisco Mendonça (ur. 7 stycznia 1986) – zapaśniczka z Gwinei Bissau walcząca w stylu wolnym. Olimpijka z Londynu 2012, gdzie zajęła siedemnaste miejsce w kategorii 63 kg.
Piętnasta na mistrzostwach świata w 2014. Zdobyła trzy medale na mistrzostwach Afryki w latach 2011 - 2014